# Джеймс Пік
Бенджамін Джеймс Пік (англ. James Benjamin Peake; нар. 18 червня 1944, Сент-Луїс, Міссурі) — відставний генерал-лейтенант армії США, ветеран війни у В'єтнамі, з 2007 по 2009 рр. він обіймав посаду міністра у справах ветеранів в адміністрації президента Джорджа Буша. Він був також головним хірургом армії з 22 вересня 2000 по 8 липня 2004 рр..

## Життєпис
Пік народився в Сент-Луїсі, штат Міссурі, в родині військового. Його батько почав служити рядовим в армії, а потім став офіцером, провів більшу частину своєї 30-річної кар’єри в медичному корпусі. Мати Піка була військовою медсестрою, а його брат був військово-морським льотчиком.
У віці 18 років Пік розпочав власну армійську кар’єру. У 1966 році він здобув ступінь бакалавра у Військовій академії США та отримав звання другого лейтенанта піхоти армії США.